# Luxemburgo nos Jogos Olímpicos de Verão de 1936
Luxemburgo participou dos Jogos Olímpicos de Verão de 1936, realizados em Berlim, na Alemanha.